# 中国—基里巴斯关系
中国—基里巴斯关系（英語：China–Kiribati relations），是指中华人民共和国和基里巴斯共和国之間的雙邊關係。中华人民共和国在1980年與基里巴斯建交，2003年與之斷交。但兩國仍有維持雙邊貿易。直到2019年两国复交。

## 历史

### 首次建交
基里巴斯在1979年7月從英国独立:1434。此前，基里巴斯自治政府首席部长已經表示承认中华人民共和国，希望與中华人民共和国谈判建交:425；中华人民共和国駐斐济大使便在1978年11月访问基里巴斯，受到首席部长接见:760。基里巴斯独立後，中华人民共和国国务院總理向基里巴斯发出贺电，又宣佈承认基里巴斯是独立國家；中华人民共和国駐斐济大使参加基里巴斯独立庆典，又與該國总统会面:760。1980年，基里巴斯與中华人民共和国建立邦交:168。
1989年，中華民國派員訪問基里巴斯，希望用援助換取建交；但基里巴斯方面拒絕，認為該國既然已與中华人民共和国建交，“便不應與中国的一个省建立外交關係”:263。
此後，中华人民共和国與基里巴斯有經濟和文化上的交往；中华人民共和国在1995年出口了57万美元到基里巴斯，同年派遣医生援助當地，而基里巴斯的邮票公司也曾到北京參與邮展:509。
中华人民共和国在1996年與基里巴斯簽訂協議，租用該國首都塔拉瓦一塊10,000平方米的地皮，翌年在當地設立中国航天基里巴斯测控站，用以在南太平洋区域测控和追蹤衞星運行，但被質疑是為了監視美國進行導彈测试；2003年，中华人民共和国将神舟五号载人飞船發射升空，该测控站继而开始承担神舟五号飞船南太平洋区域测控任务。

### 断交
2002年傳出中華民國政府向基里巴斯总统候选人湯安諾提供100万美元的经费，又向他所屬的政黨“追求真理”和其他有關人士提供現金，設法與基里巴斯洽谈雙邊關係事宜。
2003年11月7日，基里巴斯與中華民國建立外交關係。但中華人民共和國一反常態，過了逾三個星期並未與基里巴斯断交，大使也沒有回國，令基里巴斯繼賴比瑞亞政局不穩時期之後再次出現中華人民共和國國旗與中華民國國旗同時飄揚的罕見景象；有分析認為，若中华人民共和国失去了基里巴斯衞星测控站，神舟六号飞船的发射或受影響，不立即與該国断交是希望扭转局面，并使国家航天局有時間處理测控站的問題。11月29日，中華人民共和國政府向基里巴斯政府表達强烈抗议，並正式宣佈與基里巴斯斷交，中止两国政府達成的所有协议。
两国断交期间，中方曾在塔拉瓦派驻有留守组，留守组受中国驻斐济大使馆领导。

### 复交
2019年9月20日，台湾媒体中央社援引基里巴斯国内反对党“追求真理”的消息，基里巴斯政府于当日对外宣布与中华民国断交。同日中午，中华民国外交部长吴钊燮举行记者会，宣布与基里巴斯中止邦交关系。這也是9月16日所罗门群岛宣布与中华民国断交后，一周内与中华民国断交的第二个邦交国。当天，中华人民共和国外交部发言人耿爽表示“中方对基里巴斯政府作出承认一个中国原则，同台湾当局断绝所谓‘外交关系’，并将同中国恢复外交关系的决定，表示高度赞赏。我们支持基里巴斯作为主权独立国家作出的这一重要决定。……中基关系虽然之前有过波折，但两国人民一直相互怀有友好感情，中方欢迎基里巴斯在一个中国原则基础上早日重返中国和太平洋岛国合作的大家庭。”對於是否提供赠款购买飞机、渡轮方式與基里巴斯復交，耿爽表示“岛内个别人士的言论再次充分暴露了他们以己之心度人之腹的心态。习惯用金钱去‘买’外交的人可能理解不了，原则是买不来的，信任也是买不来的。”9月25日，基里巴斯总统塔内希·马茂在出席联合国大会时，专程前往中国常驻联合国代表团会见中国外长王毅，希望尽快与中华人民共和国恢复外交关系。9月27日，两国在纽约正式签署联合公报宣布复交。2020年3月24日，两国复交后的首任驻基里巴斯大使唐松根在塔拉瓦向基总统兼外长马茂递交国书。2020年5月15日，中华人民共和国驻基里巴斯大使馆复馆。

## 經貿關係
- 中国到基里巴斯的出口貿易[22]
- 基里巴斯到中国的出口貿易[23]

中华人民共和国到基里巴斯的出口貿易曾經在2001年至2003年陷入低谷，其後回升；2012年，中国出口了超過1,200萬美元到基里巴斯，貨物涵蓋多個類別。基里巴斯在2004年前甚少出口到中国，但出口額在2010年至2012年上升了逾16萬美元；基里巴斯在2012年出口了超過16萬美元到中国，大多數貨物是蔬菜製品。